# Fire Emblem
Fire Emblem (jap. ファイアーエムブレム, Faiā Emuburemu) ist der Oberbegriff für eine zusammenhängende Serie von strategischen Rollenspielen für verschiedene Videospielsysteme, die es seit 1990 gibt, und für die bis heute neue Titel erscheinen. Die einzelnen Teile werden von dem japanischen Nintendo-Studio Intelligent Systems entwickelt. Ursprünglich war Shōzō Kaga als Hauptdesigner für viele Teile der Serie verantwortlich, er gründete jedoch 2001 eine eigene Firma und ist seitdem nicht mehr an der Entwicklung neuer Fire-Emblem-Veröffentlichungen beteiligt. Für den musikalischen Hintergrund fast aller Spiele dieser Reihe ist Yuka Tsujiyoko verantwortlich.
Bisher umfasst die Reihe 17 verschiedene Titel, die fast durchgängig nur auf einem System erschienen sind und nicht auf weitere Systeme portiert wurden. Einzige Ausnahme dabei sind Umsetzungen für die Virtual Console, ein Onlinedienst für die Nintendo Wii, in dem gegen eine Gebühr ältere Super Nintendo Titel heruntergeladen werden können. Im englischsprachigen Raum gibt es erst seit 2002 Veröffentlichungen von Spielen dieser Serie, bis dahin wurden alle Teile nur in Japan veröffentlicht, wo die Spiele einen sehr starken Einfluss auf die Spielkultur hatten. Entwickelt und veröffentlicht wurde bislang für das NES (2 Teile), den Super Nintendo (4 Teile, einer davon nur per Satellaview verfügbar), den Game Boy Advance (3 Teile), den Nintendo GameCube (1 Teil), die Nintendo Wii (1 Teil), den Nintendo DS (2 Teile), den Nintendo 3DS (5 Teile), die Nintendo Switch (2 Teile) und für iOS und Android (1 Teil).
Die chronologische Reihenfolge der einzelnen Teile ist nicht an die Veröffentlichungsreihenfolge gebunden, im englischsprachigen Raum aufgrund der großen Lücken in den Veröffentlichungen, im japanischen aufgrund der in der Serie enthaltenen Remakes und erweiterten Versionen, die zwischendurch erschienen. Ebenso gibt es keine durchgehende Verbindung aller Teile durch wiederkehrende Charaktere oder Orte miteinander, stattdessen gibt es kleine Zyklen (zwei bis drei Spiele lang, als Vorgeschichte oder Ereignisse danach dargestellt), die sich aufeinander beziehen, ansonsten ist jeder Teil für sich in einer anderen Zeit und einem anderen Ort angesiedelt. Da ein Großteil der Spiele nie außerhalb Japans erschienen sind, aber bei den Spielern sehr beliebt waren, existiert eine große Anzahl von Fanprojekten zur inoffiziellen Übersetzung ins englische, die jedoch oft noch während der Projektphase eingestellt wurden.

## Spielprinzip
Grundlage für diese Serie von Spielen war Famicom Wars, ein rundenbasiertes militärisches Strategiespiel für den Famicom, welches ein Jahr früher von Intelligent Systems entwickelt worden war. Aufbauend auf diesem Spiel wurden die wichtigsten Mechaniken und Entscheidungen für Fire Emblem übernommen und an das Fantasy-Setting angepasst. Der Spieler selbst repräsentiert eine Art militärischer Berater/Stratege, der für eine Gruppe individueller Figuren Entscheidungen trifft. Der größte Teil des Spiels wird in einer Draufsicht auf eine in quadratische Felder unterteilte Karte dargestellt, in dem die Kämpfe und teilweise auch kleinere Handlungen stattfinden. Die zugrundeliegende Geschichte und die Hintergründe des jeweiligen Spiels werden in Zwischensequenzen erzählt, oft nur durch einfache Gespräche zwischen den Figuren des Spiels und kleinere Animationen dargestellt. Manchmal ist das freie Reisen zwischen den festen Kämpfen möglich, was zusätzliche Optionen bei Ausrüstung und Storyentwicklung ermöglicht. Aufgrund der teils literarischen Erzählweise sind die Spiele oft in einzelne Kapitel unterteilt, welche bestimmte Schwerpunkte oder Handlungsebenen voneinander abgrenzen.
Die Figuren, die man während des Spiels steuern kann, sind jeweils einzelne Personen, oft mit einem kleinen Hintergrund ins Spiel eingeführt, und um ein oder mehrere Hauptcharakter des Spiels aufgebaut. Vor allem in späteren Teilen ist dabei ein Zwang zur Entscheidung zwischen mehreren möglichen Alternativen bei der Rekrutierung ebenso zu finden wie das Vorhandensein versteckter, also deutlich schwerer zu findender Mitstreiter. Jede dieser Figuren weist eine Klasse auf, die ihr Verhalten während des Kampfes verdeutlicht. Neben klassischen Fantasyrollen wie Kämpfer, Magier oder Heiler sind auch mythologische Hintergründe (Pegasi, Falkenmänner) vertreten. Abhängig von ihrer Rolle im Kampf wird zudem eine bestimmte Affinität zu verschiedenen Waffengattungen vorgegeben, was für das Kampfsystem der Fire-Emblem-Serie eine große Rolle spielt. Außerhalb der Kämpfe besteht die Hauptaufgabe des Spielers dabei normalerweise in der Ausrüstung und Weiterentwicklung seiner aktuell gesteuerten Figuren. Besonders dem Weiterentwickeln (im Spiel als befördern bezeichnet) wird dabei besondere Aufmerksamkeit gewidmet. Abhängig vom konkreten Spiel gibt es unterschiedliche Voraussetzungen, nach deren Erfüllung man befördert werden kann (teilweise mit der Wahl, welche nachfolgende Klasse man annehmen möchte), was zu einer spielerisch starken Verbesserung der Figur führt.

### Kampfsystem
In den Kämpfen, welche rundenbasiert auf einem schachbrettartigen Feld ausgetragen werden, steuert man die aktuell zu der eigenen Gruppe gehörenden Gefährten. Abhängig von der Größe der Gruppe und den Vorgaben der Karte ist dabei eventuell eine vorherige Auswahl der teilnehmenden Figuren notwendig, was taktische Entscheidungen ermöglicht. Jede Figur kann unabhängig von den anderen bewegt werden, ihre spielerischen Werte und ihre Klasse bestimmen dabei die konkret zur Verfügung stehenden Möglichkeiten zur Bewegung und zum Kampf. Die Karte, auf der die Auseinandersetzungen stattfinden, hat dabei Einfluss durch verschiedenartige Terrainformen, die sich auf unterschiedliche Figuren anders auswirken können, und das Vorhandensein von Objekten wie Dörfern, Tempeln oder anderen Punkten, die eine zusätzliche Interaktion ermöglichen. Die Zielvorgaben der einzelnen Kämpfe sind im Normalfall der Sieg über den Gegner und der Schutz der eigenen Hauptfigur. Vor allem in späteren Teilen kommt es zu mehr Abwechslung in der Missionsvorgabe, die vom Schutz bestimmter Objekte oder Einheiten, über das Überleben oder den Sieg in einer bestimmten Zeit, das Ausschalten bestimmter Gegner oder das Erreichen bestimmter Punkte reichen.
Kämpferische Auseinandersetzungen zwischen zwei Figuren werden in einer einfachen Animation mit einer Seitenansicht der beteiligten Kämpfer dargestellt. Neben den für solche Spiele üblichen Einflüssen auf diese Kämpfe wie die Stufe der Kämpfer, deren Werte und ihrer Klasse wird ein sehr starker Fokus auf die Art der geführten Waffe gelegt. Dabei existiert ein Stein, Schere, Papier-System mit drei grundlegenden Waffengattungen, Schwert, Axt und Lanze. Jede dieser Gattungen ist gegen eine der anderen stark und gegen die andere schwach, untereinander sind sie sich gleichwertig. In späteren Teilen wird dieses System auch auf die Magier angewandt, und es werden auch alternative Waffen angeboten, die das klassische Prinzip umgehen können. Beim Fernkampf wird dieses System unter der Einbeziehung bestimmter Klassen verwirklicht (fliegende Einheiten), die besonders anfällig dagegen sind. Stirbt eine Figur in einem Kampf, ist dieser Tod endgültig, und kann nicht rückgängig gemacht werden.
Ein zusätzlicher Aspekt vor allem in späteren Teilen ist das Beziehungssystem, welches in verschiedenen Fire-Emblem-Spielen existiert. Dabei haben verschiedene Figuren die Möglichkeit, durch Gespräche oder gemeinsame Kämpfe eine weitergehende Bindung untereinander aufzubauen, welche zusätzliche Boni in Kämpfen freischaltet und die Spielhandlung beeinflussen kann. Es sind dabei sowohl Beziehungen zwischen gleichgeschlechtlichen Charakteren in Form von Freundschaft, Bewunderung oder Gefolgschaft möglich, als auch zwischen verschiedengeschlechtlichen, wo zu den schon erwähnten Formen noch die Romanze kommen kann. Ebenfalls vor allem in späteren Teilen zu finden ist eine Weiterentwicklung der einzelnen Charakterfähigkeiten durch ihre Nutzung oder das Erlernen neuer Fähigkeiten durch spezielle Gegenstände. Ebenfalls nicht immer vorhanden ist die Beschränkung der Nutzbarkeit der Waffen. Diese weisen oft eine bestimmte Haltbarkeit auf, nach deren Ablauf sie zerbrechen und nicht länger genutzt werden können.

## Veröffentlichungen

### Shadow Dragon and the Blade of Light
Fire Emblem: Shadow Dragon and the Blade of Light (ファイアーエムブレム　暗黒竜と光の剣, Faiā Emuburemu: Ankoku Ryū to Hikari no Tsurugi, dt. „Fire Emblem: Der Schattendrache und das Schwert des Lichts“) wurde am 20. April 1990 in Japan für das NES veröffentlicht. In diesem ersten Spiel sind viele der später als Standard angesehenen Mechaniken noch nicht vorhanden. Das Wechselspiel zwischen den Waffenarten fehlt ebenso wie die Beförderungsmöglichkeit für viele Figuren, die Gegenstandsverwaltung und die Figurensteuerung ist noch sehr umständlich. Die Handlung des Spiels dreht sich um Marth, einen Prinzen von Altea, der nach einem magischen Schwert und dem Fire Emblem sucht, um seine Schwester Ellis befreien zu können. Diese wurde von dem dunklen Priester Garnef gekidnappt, der alles daran setzt, den Schattendrachen Medeus wiederzuerwecken.

### Gaiden
1992 wurde Fire Emblem Gaiden (ファイアーエムブレム外伝, Faiā Emuburemu Gaiden, dt. „Fire Emblem Nebenhandlungen“) wiederum für das NES veröffentlicht. Es handelt sich bei diesem Spiel um eine Erweiterung des ersten Teils, was aber nur aufgrund der gemeinsamen Welt und einzelner wiederkehrender Figuren deutlich wird. Spielerisch gab es deutliche Erweiterungen, es wurden verschiedene Beförderungsoptionen für nahezu alle Klassen eingeführt, das Magiesystem für den Spieler leichter zugänglich gemacht und eine freie Bewegungsmöglichkeit auf einer Landkarte zwischen den Kämpfen ermöglicht. Dieses Mal dreht sich die Handlung um zwei Freunde seit Kindestagen, Alm und Celica, und die Erlebnisse während ihrer Jugend. Während des Spiels wird nach und nach offenbart, dass es sich bei beiden um die Nachkommen der Herrscher zweier Länder handelt.

### Mystery of the Emblem
Der erste Teil für das Super Nintendo wurde 1994 mit Fire Emblem: Mystery of the Emblem (ファイアーエムブレム　紋章の謎, Faiā Emuburemu: Monshō no Nazo, dt. „Fire Emblem: Das Rätsel des Wappens“) als erstes 24-MBit-Modul überhaupt für dieses System veröffentlicht. In zwei separate Bücher eingeteilt, handelt es sich im Großen und Ganzen um ein Remake des ersten Teils, an welchen eine Fortsetzung in Form der Weitererzählung der Ereignisse gehängt wurde. In dieser Erweiterung folgt man wiederum Marth, der sich nach seinen Siegen gegen Garnef und Medeus neuen Gefahren und letztendlich der Verfolgung durch frühere Verbündete ausgesetzt sieht, die ihn während seiner Suche nach den Teilen des Star Orbs und später des Light Orbs auf Umwegen wiederum zu den Hauptgegnern des ersten Teils führen. Spielerisch gab es nur kleinere Neuerungen, am auffälligsten die Möglichkeit (und teilweise auch Notwendigkeit) für berittene Einheiten, auch zu Fuß zu kämpfen. Seit 2006 wird dieser Titel für die Virtual Console des Nintendo Wii angeboten.
1996 folgte eine Verfilmung als 2-teilige Original Video Animation (OVA) durch Studio Fantasia.

### Genealogy of the Holy War
Zwei Jahre später wurde Fire Emblem: Genealogy of the Holy War (ファイアーエムブレム　聖戦の系譜, Faiā Emuburemu: Seisen no Keifu, dt. „Fire Emblem: Der Stammbaum der Heiligen Kriege“) für das Super Nintendo fertiggestellt. Es war das erste Spiel der Serie, was in einer vollständig neuen Umgebung angesiedelt war, und bot mehrere Besonderheiten, die nur teilweise in anderen Teilen vorhanden sind. Neben dem erstmaligen Auftauchen des Waffensystems, welches Stärken und Schwächen einzelner Waffenarten gegeneinander zu einem wichtigen strategischem Aspekt des Spieles macht, wird das Romanzensystem das erste Mal eingeführt. In diesem Spiel ist es für die Spielentwicklung wichtig, da man zwei Generationen von Spielfiguren begleitet, bei der die Entwicklung der zweiten Generation über das Zustandekommen von Paarungen innerhalb der ersten Generation beeinflusst werden kann. Dies geschieht einerseits über die Weitergabe von vererbten Familienwaffen, und andererseits über besondere, klassenabhängige Fähigkeiten, die zum ersten Mal in einem Fire-Emblem-Teil vorkommen, und ebenfalls vererbt werden können. Eher ungewöhnlich für die Serie ist die Entscheidung, das Wiederbeleben von Personen zu gestatten, das Reparieren von Waffen zu ermöglichen und jede Weitergabe von Gegenständen unter den Figuren zu unterbinden. Seit 2007 wird dieser Titel für die Virtual Console des Wii angeboten.

### Thracia 776
Der letzte Teil für das Super Nintendo, Fire Emblem: Thracia 776 (ファイアーエムブレム　トラキア776, Faiā Emuburemu: Thracia 776, dt. „Fire Emblem: Thracia 776“) erschien erstmals 1999 im Rahmen der Nintendo Power Distribution. Dabei handelte es sich um leere, beschreibbare Module für das Super Nintendo und den Game Boy, die in bestimmten Geschäften mit einer selbstgewählten Zusammenstellung von Spielen bestückt werden konnte. Eine frei verkäufliche Version wurde im Jahr 2000 veröffentlicht und gehörte zu den letzten offiziell für das Super Nintendo erschienenen Titeln. Das Spiel selbst setzt gegen Ende von Genealogy of the Holy War ein und stellt eine parallel stattfindende Handlung um den Prinzen Leif dar, der sein Königreich wiederherstellen möchte. Grafisch stark verbessert, führte dieser Teil wieder einmal neue Spielelemente in die Serie ein. Das erste Mal kam der Nebel des Krieges zum Einsatz, der mit Hilfe von Fackeln und Magie beeinflusst werden konnte, zudem gab es eine Kriegsmüdigkeit, die sich bei häufigem Einsatz ein und derselben Figur ansammelte, so dass sie beim Erreichen einer bestimmten Grenze nicht im nächsten Kampf eingesetzt werden konnte. In den Kämpfen selbst konnte man gegnerische Figuren nun gefangen nehmen und ausrauben und bestimmte eigene Figuren retten, indem man sie wie einen Gegenstand aufnahm. Seit 2008 ist das Spiel für die Virtual Console verfügbar.

### The Binding Blade
2002 wurde Fire Emblem: The Binding Blade (ファイアーエムブレム　封印の剣, Faiā Emuburemu: Fūin no Tsurugi, dt. „Fire Emblem: Das Siegelschwert“, ursprünglich als ファイアーエムブレム　暗闇の巫女, Faiā Emuburemu: Ankoku no Miko, dt. „Fire Emblem: Die Miko der Dunkelheit“) bezeichnet, für den Game Boy Advance (GBA) veröffentlicht. Wiederum gibt es eine neue Umgebung, in der die Geschehnisse stattfinden, und eine neue Reihe von Figuren, um welche die Handlung aufgebaut wird. Man verfolgt in diesem Teil hauptsächlich Roy, der ursprünglich nur eine Armee gegen die Invasion aus dem Königreich Bern unter dem Kommando von Zephiel führen soll, aber im Laufe der Geschichte immer mehr Verantwortung tragen muss. Spielerisch gibt es keine großen Neuerungen.

### The Blazing Blade
Ein Jahr danach erschien mit Fire Emblem: The Blazing Blade (ファイアーエムブレム 烈火の剣, Faiā Emuburemu: Rekka no Ken, dt. „Fire Emblem: Das Schwert der lodernden Flamme“) direkt der nächste Teil. Inhaltlich ist dieser Teil ein Vorgänger des ersten GBA-Titels und spielt circa 20 Jahre früher. Man verfolgt die Erlebnisse dreier Hauptfiguren, Lyn, Eliwood und Hector, in zwei separaten Haupthandlungssträngen, die sich später vereinigen, und am Ende zu den Voraussetzungen für das nachfolgende Spiel führen. Hauptziel des Spiels ist dabei, das Öffnen des Drachentores, ein Zugang zu der Welt der Drachen, zu verhindern, um die Heimat der Protagonisten zu schützen. Mit dem Durchspielen werden weitere Spielmöglichkeiten freigeschaltet, eine bereits aus anderen Spielen bekannte Neuerung in der Serie. Dieser Titel war der erste offiziell außerhalb Japans erschienene Teil.

### The Sacred Stones
Der abschließende Teil für den GBA wurde in Japan 2004 und im Westen 2005 veröffentlicht. In Fire Emblem: The Sacred Stones (ファイアーエムブレム 聖魔の光石, Faiā Emuburemu: Seima no Kōseki, dt. etwa: „Fire Emblem: Die heilig-dämonischen Lichtsteine“) findet wieder einmal ein Wechsel des Handlungsortes statt. Man verfolgt die Geschehnisse um Ephraim und Eirika, zwei Thronerben, deren Handlungsstränge wie schon in früheren Spielen später miteinander verschmelzen. Dreht sich die Geschichte anfangs noch um eine feindliche Invasion und einen verlorenen Prinzen, kämpft man später um den Erhalt der heiligen Steine, welche die Welt vor den Dämonenkönigen schützen. Spielerisch wird auf Elemente früherer Spiele zurückgegriffen, so findet man seit langem wieder einmal eine frei begehbare Weltkarte, und es wird auch wieder die Wahl zwischen verschiedenen Beförderungsmöglichkeiten geboten. Zudem gibt es nun eine Grundklasse vor den ersten echten Klassen, die am besten als Lehrlingsklasse beschrieben werden kann und eine beschleunigte Entwicklung ermöglicht.
Fire Emblem: The Sacred Stones erschien am 16. Dezember 2011 im eShop der Mobilkonsole Nintendo 3DS, wo es im Rahmen des sogenannten Botschafter-Programms kostenlos für Erstkäufer heruntergeladen werden kann. Erstkäufer werden dadurch wegen der starken Preisreduzierung des Handhelds Mitte August 2011 entschädigt, indem ihnen 20 NES- und GBA-Spiele umsonst zur Verfügung gestellt werden. Eine Virtual-Console-Fassung für die Nintendo Wii U erschien in Japan am 6. August 2014 und in Europa am 1. Januar 2015.

### Path of Radiance
Mit dem Wechsel auf den Nintendo GameCube (GC) erschien 2005 der nächste Titel der Serie, Fire Emblem: Path of Radiance (ファイアーエムブレム 蒼炎の軌跡, Faiā Emuburemu: Sōen no Kiseki, dt. „Fire Emblem: Die Überreste der blauen Flamme“). Dabei handelt es sich um den ersten Titel, der von der bisher verwendeten Draufsicht abweicht, und eine dreidimensionale Darstellung wie aus Final Fantasy Tactics bekannt verwendet. Die dreidimensionale Karten haben jedoch keinen Einfluss auf die Kämpfe selbst, sondern dienen nur der optischen Auflockerung. Auch die Zwischensequenzen und Dialoge wurden an die Möglichkeiten der neuen Technik angepasst, und durch FMVs und vollständig gesprochene Texte (nur in der japanischen Version) ersetzt. Der Systemwechsel hatte wiederum einen Ortswechsel zur Folge. Man folgt Ike, dem Sohn eines Söldnerführers, und den Auseinandersetzungen, die ein solches Leben mit sich bringt. Dabei versucht Ike den Mörder seines Vaters zu finden und zu stellen und den Krieg, welcher durch den Nachbarstaat Daein ausgelöst wurde, zu stoppen. Erstmals in der Serie bringt der Ortswechsel auch nichtmenschliche spielbare Wesen mit sich, die Laguz, eine Rasse von Gestaltwandlern, welche die Form von Tieren annehmen können. Auch hier wurde das Stärke/Schwäche-System berücksichtigt, und durch die Verwundbarkeit gegenüber bestimmten Elementen umgesetzt. Neuerungen im Spielsystem umfassen unter anderem die nun automatisch stattfindende Beförderung ohne Spielereinfluss, das Einführen eines zusätzlichen Erfahrungssystems und das Waffenschmieden.

### Radiant Dawn
2007 wurde nach einem erneuten Systemwechsel auf die Nintendo Wii Fire Emblem: Radiant Dawn (ファイアーエムブレム　暁の女神, Faiā Emuburemu: Akatsuki no Megami, dt. „Fire Emblem: Die Göttin der Morgenröte“) veröffentlicht. Es handelt sich dabei um die Fortsetzung des GC-Titels mit dem Wiederauftauchen der meisten Figuren und Orte. Erstmals konnte man seine Figuren aus dem Vorgänger mit Hilfe eines Speicherstandes importieren, was zusätzliche Möglichkeiten freigab. Dieses Mal spielen auch die Höhenunterschiede in den dreidimensionalen Karten eine Rolle, und es wurde eine Speichermöglichkeit mitten im Kampf eingeführt. Inhaltlich verfolgt man die Handlungen verschiedener Figuren, ausgehend von den beiden Rebellenführern Micaiah und Sothe, die sich im Laufe des Spiels unterschiedlich entwickeln, später schließt sich auch Ike, aus Fire Emblem: Path of Radiance an und wird ebenfalls zu einem Haupt-Charakter. Erstmals in der Serie können sie auch gegeneinander antreten. Ebenfalls neu ist der Fakt, das man während des Spiels mit Figuren spielt, die man zuvor besiegt hat.

### Shadow Dragon
Fire Emblem: Shadow Dragon (ファイアーエムブレム　新・暗黒竜と光の剣, Faiā Emuburemu: Shin Ankoku Ryū to Hikari no Ken, dt. „Fire Emblem: Das neue ‚Der Schattendrache und das Schwert des Lichts‘“) ist ein weiteres Remake des 1. Teils und wurde 2008 für den Nintendo DS veröffentlicht. Es handelt sich dabei um ein Remake des allerersten Teils der Serie, welches um die in aktuellen Teilen der Serie vorhandenen Mechaniken wie dem Waffensystem und den freien Beförderungen erweitert wurde. Erstmals in der Serie sind Multiplayerspiele durch die Verwendung der WLAN-Verbindung möglich, dabei handelt es sich um Kämpfe von zwei Gegnergruppen der Spieler untereinander.

### New Mystery of the Emblem
Auch die direkte Fortsetzung zu Shadow Dragon, Fire Emblem: New Mystery of the Emblem (ファイアーエムブレム 新・紋章の謎 ～光と影の英雄～, Faiā Emuburemu: Shin Monshō no Nazo: Hikari to Kage no Eiyū) erschien exklusiv für den DS in Japan. Es handelt sich dabei um ein Remake des ersten Super Nintendo-Titels der Serie. Auch die Satellaview-Missionen sind als Downloadinhalt verfügbar.

### Awakening
Fire Emblem: Awakening (ファイアーエムブレム 覚醒, Faiā Emuburemu: Kakusei, dt. „Fire Emblem: Erwachen“) erschien am 19. April 2012 in Japan für die Mobilkonsole 3DS, am 4. Februar 2013 in den USA und am 19. April 2013 in Europa. Das Spiel unterstützt die StreetPass-Funktion des 3DS, bei der zwei 3DS-Besitzer miteinander im Spiel Gegenstände handeln oder die Figuren des anderen für sich antreten lassen kann, sowie die Spotpass-Funktion des 3DS, bei der Daten über einen kabellose Internetverbindung empfangen werden, die zusätzliche Spielinhalte bieten. Zudem gibt es einen Zweispieler-Koop-Modus bei der zwei Spieler gemeinsam antreten können.

### Fates: Herrschaft, Vermächtnis und Offenbarung
Während einer Nintendo-Direct-Präsentation am 14. Januar 2015 wurde Fire Emblem Fates (ファイアーエムブレムｉｆ, Faiā Emuburemu if)  für den 3DS angekündigt. Dieser erschien am 25. Juni 2015, und außerhalb Japans 2016. In Japan und den USA gab es zwei Versionen des Spiels. Nachdem man zuerst davon ausging, dass es in Europa nur eine Version des Spiels geben würde, kündigte Nintendo Anfang November 2015 an, dass es zwei Spiele mit dem Namen Fates: Herrschaft und Fates: Vermächtnis geben wird. Außerdem wurde noch ein DLC mit dem Namen Fates: Offenbarung veröffentlicht.
Am 20. Mai 2016 sind die Titel Fates: Herrschaft und Fates: Vermächtnis in Europa erschienen. Das dazugehörige DLC ist seit 9. Juni 2016 zum Download erhältlich. Seit der Fates-Reihe ist es möglich, Amiibo im Spiel zu benutzen.

### Echoes: Shadows of Valentia
Fire Emblem Echoes: Shadows of Valentia (ファイアーエムブレム Echoes もうひとりの英雄王) ist ein Remake des 2. Teils der Fire-Emblem-Reihe, Fire Emblem Gaiden. Es ist in Japan am 20. April 2017 und in Europa und Nordamerika am 19. Mai 2017 für Nintendo 3DS erschienen. Fire Emblem Echoes übernimmt die grundlegenden Gameplay-Mechaniken der Fire Emblem-Reihe und integriert gleichzeitig Mechanismen aus Gaiden, wie z. B. Dungeon Crawling.

### Three Houses
Fire Emblem: Three Houses (ファイアーエムブレム 風花雪月, Faiā Emuburemu Fūkasetsugetsu, dt. etwa „Fire Emblem: Vier Jahreszeiten“) wurde im Rahmen der E3 2018 erstmals angekündigt. Das Spiel wurde von Intelligent Systems entwickelt und erschien am 26. Juli 2019 für die Nintendo Switch. Das Spiel folgt der Geschichte vom Söldnerskind Byleth, deren/dessen Name und Geschlecht frei wählbar sind und der/die zum Lehrer/zur Lehrerin an einer Militärakademie wird. Dort muss er/sie sich zwischen drei Fraktionen entscheiden, was die spätere Handlung stark beeinflusst.

### Engage
Am 20. Januar 2023 erschien der siebzehnte Teil der Serie, Fire Emblem Engage (ファイアーエムブレム エンゲージ) für die Nintendo Switch. Eines der Kernstücke sowohl des Settings als auch des Gameplays sind zwölf magische Ringe, die phantasmatische Kopien von Charakteren aus früheren Fire Emblem-Spielen enthalten. Charaktere, die diese „Emblem-Ringe“ tragen, können durch Beschwörung und Verschmelzung mit diesen Phantomen Macht erlangen.

## Ableger

### Akaneia Senki
Nur über das allein in Japan vorhandene Satellaview System für den Super Nintendo erhältlich waren die vier Kapitel des 1997 erschienenen BS Fire Emblem: Akaneia Senki (BS ファイアーエムブレム　アカネイア戦記, dt. „BS Fire Emblem: Die Erzählung von den Akaneia-Kriegen“). Zeitlich vor Shadow Dragon and the Blade of Light angesiedelt, basierte ein Großteil der Mechanik und der Figuren auf Mystery of the Emblem, ohne sich groß auf bestimmte Hintergründe zu beziehen. Jedes Kapitel war eine einzelne Karte mit sehr hohem Schwierigkeitsgrad, welches in einem 3 Stundenfenster während der Satellaview Ausstrahlung spielbar war. Die letzte Ausstrahlung vor der Einstellung des Dienstes war im April 1999. Zu den Besonderheiten des Spiels zählte die durchgehend gesprochenen Dialoge, was über das Streamverfahren des Satellaviews ermöglicht wurde, und das Fehlen eines echten Endes jeder Karte. Stattdessen wurde das Spiel bis zum Ausstrahlungsende fortgesetzt, Spielziel war vor allem das Sammeln von Punkten, die es für verschiedene Aktionen im Spiel gab. Da es das Satellaview System heute nicht mehr gibt, existiert keine Möglichkeit mehr, diesen Teil in seiner Originalform zu spielen, die wenigen vorhandenen Speichermodule dieses Spieles verfügen nicht über den gestreamten Audioteil.

### Tokyo Mirage Sessions ♯FE
Tokyo Mirage Sessions ♯FE ist ein Computer-Rollenspiel, welches von Atlus entwickelt und von Nintendo veröffentlicht wurde. Das Spiel ist ein Crossover der Fire-Emblem-Reihe und der Shin-Megami-Tensei-Reihe von Atlus und ist am 26. Dezember 2015 in Japan und am 24. Juni 2016 in Europa für die Wii U erschienen. Eine Version für die Nintendo Switch namens Tokyo Mirage Sessions ♯FE Encore erschien am 17. Januar 2020 mit neuen Inhalten.

### Fire Emblem Heroes
Fire Emblem Heroes ist am 2. Februar 2017 für Android und iOS erschienen. Das Spiel wurde von Intelligent Systems entwickelt und gehört zum Genre der Strategie-Rollenspiele.

### Fire Emblem Warriors
Fire Emblem Warriors ist ein Hack-and-Slay-Spiel von Omega Force und Team Ninja, zwei Abteilungen von Koei Tecmo. Es ist am 20. Oktober 2017 für die Nintendo Switch und den New Nintendo 3DS erscheinen. Es basiert vom Spielprinzip auf der Dynasty-Warriors-Reihe von Koei, ist inhaltlich aber im Fire-Emblem-Universum angesiedelt.

## Inoffizielle Ableger
Shōzō Kaga, einer der Hauptdesigner der Serie, verließ 2001 die Firma Intelligent Systems, um eine eigene Firma, Tirnanog, zu gründen. Eines der ersten Spiele dieser Firma war das 2001 für die PlayStation veröffentlichte TearRing Saga, welches sehr starke Ähnlichkeiten zur Fire-Emblem-Serie aufweist. Eine Klage von Nintendo gegen den Publisher Enterbrain und Tirnanog führte nach einem ersten Scheitern letztlich zu einem Urteil, was die Schöpfer der TearRing Saga zu einer Zahlung von 76 Millionen Yen an Nintendo verpflichtete, ohne dass, wie vom Kläger gewünscht, eine Copyright-Verletzung festgestellt werden konnte. 2005 erschien eine Fortsetzung des umstrittenen Spiels namens Berwick Saga für Playstation 2.

## Fire Emblem in anderen Medien
1996 wurde die zweiteilige OVA Fire Emblem: Monshō no Nazo veröffentlicht, welche die ersten drei Karten des Spiels wiedergeben, die Serie wurde jedoch nicht fortgesetzt. Ebenso sind verschiedene Mangas in Japan zu den verschiedenen Teilen erschienen.
Besonders bekannt wurden zwei der Figuren der Serie (Marth und Roy) durch ihre spielbaren Auftritte in Super Smash Bros. Melee für den GC, was auch zu einer besseren Verbreitung der Serie außerhalb Japans beitrug. In Super Smash Bros. Brawl für die Wii sind Marth und Ike enthalten, in Super Smash Bros. for Nintendo 3DS und for Wii U sind zusätzlich auch Daraen, Lucina, und später im dlc Roy und Corrin enthalten, ebenso gibt es einige Stages, die ihren Ursprung in der Fire-Emblem-Serie haben. In Super Smash Bros. Ultimate kamen noch Chrom und Byleth hinzu.
Es existierte ein Sammelkartenspiel zu der Serie, welches von 2001 bis 2006 von NTT Shuppan veröffentlicht wurde, und wofür etwas mehr als ein Dutzend Erweiterungen hergestellt wurden. Es zeichnete sich durch eine sehr komplexe Spielweise und der Beibehaltung der grundlegenden Spielmechaniken wie die Bewegung in einem Quadratraster bei, wurde aber nie außerhalb Japans veröffentlicht. In den veröffentlichten Erweiterungen wurden verschiedene Teile der Serie abgedeckt, ohne sich dabei an eine bestimmte Reihenfolge oder Spielelogik zu halten.
Über den Verlauf der gesamten Spieleserie wurden die Soundtracks der Spiele, die größtenteils von Yuka Tsujiyoko stammen, auf CD veröffentlicht. Die Veröffentlichungsbreite reicht dabei von Originalen über orchestrierte Version, neu vertonte und gesungene Stücke bis hin zu Rearrangements und nicht im Spiel verwendete Kompositionen.